# Jean-Baptiste Cornez
Jean-Baptiste Louis Cornez Marchienne-au-Pont 4 juillet 1902, Lodelinsart 28 mai 1955 est un militant wallon et un homme politique du PCB puis du PSB.
Fils d'un mineur, disciple de l’abbé Jules Mahieu, Jean-Baptiste Cornez fit partie de l’Office de Propagande de la fédération liégeoise de la Concentration wallonne dirigée par Eugène Duchesne. Il est aussi membre du Front démocratique wallon, où il s’occupe du service publicité envers la presse étrangère.
Conseiller communal du Parti communiste de Belgique à Marchienne-au-Pont (1932-1938), il est élu premier suppléant à la Chambre pour l’arrondissement de Charleroi lors des élections législatives de 1939. Jean-Baptiste Cornez est exclu du PCB en octobre 1939 en raison de ses déclarations hostiles au Pacte germano-soviétique.
Réfugié en France en mai 1940, il est l’un des secrétaires de François Bovesse lorsque celui-ci exerce la fonction de haut-commissaire aux réfugiés, dans l’Hérault. Refusant de rejoindre la Belgique, il séjourne à Sète et est mis en contact avec Georges Thone par Coyette ou Arthur Gailly. Agent de liaison de Mahieu et Thone, Cornez est arrêté par la Gestapo en septembre 1942. Après un premier enfermement à la prison de Toulouse et un passage au camp du Vernet, il est relâché grâce à l’intervention de Georges Thone avant d’être à nouveau arrêté en juillet 1944 et déporté en Allemagne.
Jean-Baptiste Cornez est libéré en mai 1945, de retour en Belgique il reprend contact avec le Mouvement wallon et s’occupe d’œuvres sociales et d’associations de prisonniers politiques, dont le comité de Résistance "Résibelfrance" qu’il préside, tout en exerçant la profession de fondé de pouvoir de la distillerie et brasserie La Cloche carolorégienne.
Il devient, quelques semaines avant les élections législatives de février 1946, député de l’arrondissement de Charleroi en remplacement de Désiré Desellier mort en déportation à Dachau, il prête serment le 23 novembre 1945. Ayant rompu avec le PCB, Jean-Baptiste Cornez rejoint la fédération PSB de Charleroi. Installé à Lodelinsart dont il devint rapidement échevin, il est élu sénateur suppléant de l’arrondissement de Charleroi-Thuin en 1949, le 6 mai 1952 il prête serment à la suite du décès de Léon Matagne et à la démission de E. Cambier. Il est réélu sénateur pour l’arrondissement de Charleroi-Thuin lors des élections législatives du 11 avril 1954 mais décède prématurément des suites d’une longue maladie en mai 1955, Jacques Ligot prend sa succession.